# Fontanarrosa, lo que se dice un ídolo
Fontanarrosa, lo que se dice un ídolo es una película argentina antológica y de comedia de 2017. Tal como indica el título de la cinta, se trata de un homenaje a Roberto Fontanarrosa, uno de los escritores más representativos de la cultura argentina, y consta de seis cortometrajes dirigidos por seis directores rosarinos. Fue producida por Carrousel Films y FNGA, con el apoyo de La Segunda Seguros, la Bolsa de Comercio de Rosario, Paladini y Secco.

## Cortos

### Vidas privadas
Dirección: Gustavo Postiglione. Actuaciones: Julieta Cardinali, Gastón Pauls y Jean Pierre Noher

### No sé si he sido claro
Dirección: Juan Pablo Buscarini. Actuaciones: Dady Brieva

### El asombrado
Dirección: Héctor Molina. Actuaciones: Darío Grandinetti, Claudio Rissi, Catherine Fulop y Mario Alarcón

### Sueño de barrio
Dirección: Néstor Zapata. Actuaciones: Pablo Granados y Chiqui Abecasis y Raúl Calandra

### Elige tu propia aventura
Dirección: Hugo Grosso. Actuaciones: Luis Machín, Ivana Acosta, Kate Rodríguez, Quique Pesoa

### Semblanzas deportivas
Dirección: Pablo Rodríguez Jáuregui. Dividido en tres cortos de animación.